# Chinley, Buxworth and Brownside
Chinley, Buxworth and Brownside är en civil parish i Storbritannien.   Den ligger i distriktet  High Peak i grevskapet Derbyshire och riksdelen England, i den centrala delen av landet, 240 km nordväst om huvudstaden London. Den har 2 796 invånare (2011).
Den består av byarna Chinley, Buxworth och kringliggande landsbygd. 